# 安道爾足球會
安道爾足球會（西班牙語：Futbol Club Andorra）是一個位於安道爾安道尔城的足球會，成立於1942年。雖然位於安道爾，但球會自1948年起在西班牙足球联赛系统參賽，目前在第二級的西班牙足球乙级联赛。

## 歷史
安道爾足球會在1942年的聖母瑪利亞學院（College of Our Lady of Meritxell）創立，是安道爾第一個足球會。1948年,球會加入加泰羅尼亞足球總會，使球會能在西班牙足球联赛系统和國王盃參賽。
經過多年在地區聯賽參賽後，球會在1981年晉級至西班牙足球乙二级联赛，雖然在1986/87球季降回地區聯賽，但在1987/88球季回返西乙二，而1988/89球季更差點晉級至西乙，最終在1997/98球季降回地區聯賽。
球會最大成就是1994年贏得加泰羅尼亞盃，在半準決賽擊敗巴塞罗那，決賽對西班牙人踢了120分鐘雙方仍沒有進球，最終安道爾球會以點球大戰4-2勝出。
安道爾在國王盃最佳成績是1996年打進十六強賽，但不敵維戈塞爾塔而出局。
2018年12月，巴塞罗那球員杰拉德·皮克所持有的宇宙控股買下了安道爾足球會。2019年4月，安道爾以22場不敗的走勢取得晉級資格。2019年7月，由於西乙二的雷乌斯欠薪而被罰降級至西丙，因此安道爾足球會支付了452,022歐元取代雷乌斯在西乙二的位置，連升兩級參賽。
2025年6月21日，安道爾在西班牙乙级联赛升级附加赛第二回合比赛中1-0戰勝蓬费拉迪纳，升級至西班牙足球乙級聯賽。

## 球場

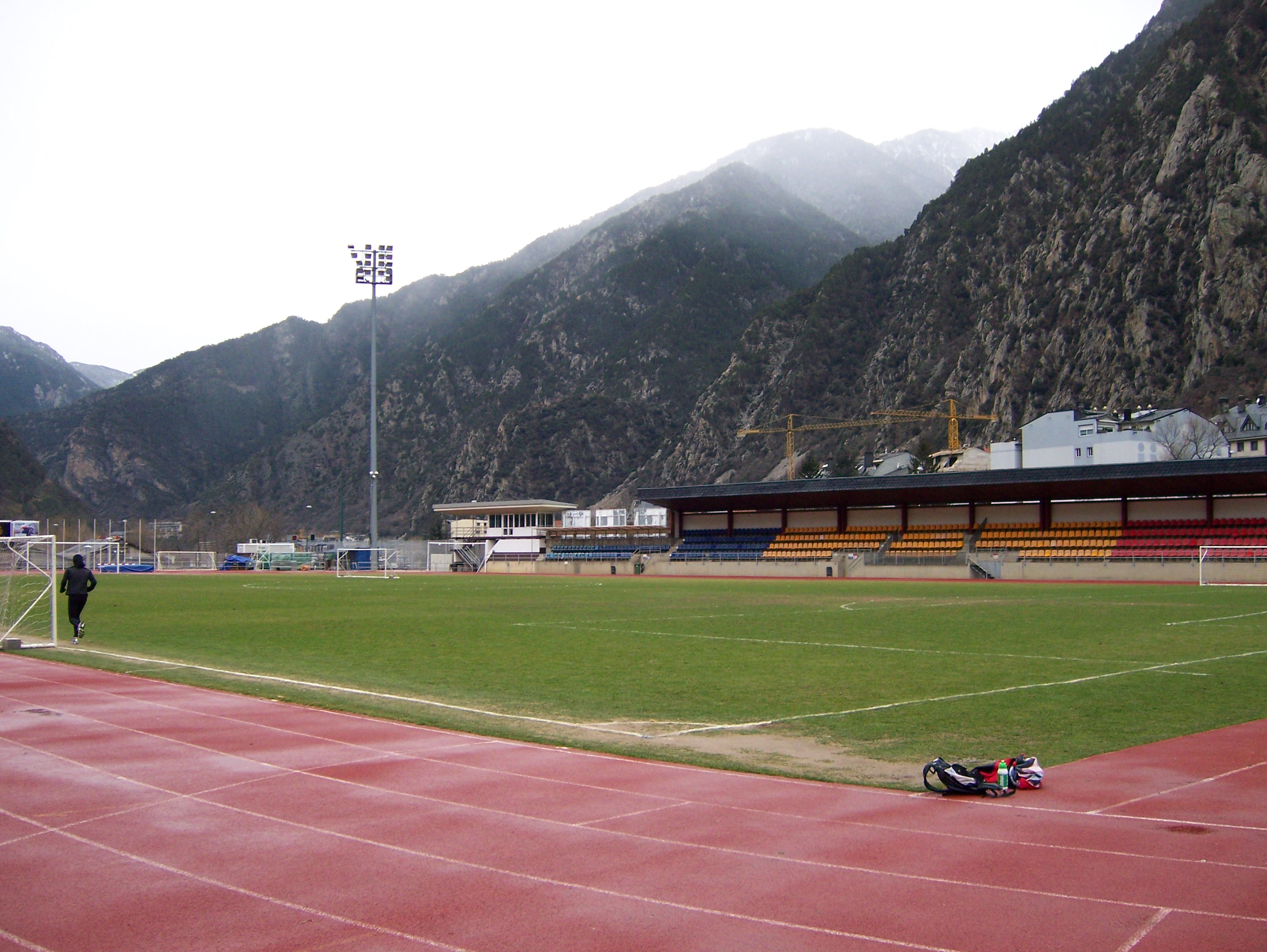
老安道爾體育場

安道爾足球會歷史上主場是老安道爾體育場，有時亦會改在能容納1,000人的迪艾素華爾球場舉行比賽。2015年起，球會把Prada de Moles足球場作為新的主場，能容納530人。

## 球衣及徽章
安道爾足球會採用代表國家的顏色，球會徽章採用安道爾國徽並作一些修改。球衣主色為國家顏色的藍、黃、紅，因此又被稱為「三色隊」。

## 榮譽
- 加泰隆尼亞足球超級聯賽
  - 冠軍（1）：2018-19 年

- 加泰羅尼亞盃
  - 冠軍（3）：1993–94、2022–23、2023–24 年